# إي. آرثر غراي
إي. آرثر غراي (بالإنجليزية: E. Arthur Gray)‏ هو سياسي أمريكي، ولد في 28 فبراير 1925 في الولايات المتحدة، وتوفي في 10 أبريل 2007. حزبياً، نشط في الحزب الديمقراطي. وقد انتخب عضو مجلس ولاية نيويورك.